# جيف بارنز
جيف بارنز (بالإنجليزية: Jeff Barnes)‏ هو لاعب كرة قدم أمريكية أمريكي، ولد في 1 مارس 1955 في فيلادلفيا في الولايات المتحدة.

## وصلات خارجية
- جيف بارنز على موقع مرجع كرة القدم المحترفة.كوم (الإنجليزية)